# Love Is (The Animals)
Love Is è un album in studio del gruppo rock inglese The Animals, pubblicato nel 1968 e attribuito a Eric Burdon & the Animals.

## Tracce
Side 1
1. River Deep, Mountain High (Phil Spector, Jeff Barry, Ellie Greenwich) – 7:23
2. I'm an Animal (Sylvester Stewart) – 5:34
3. I'm Dying (Or Am I?) (Eric Burdon) – 4:28

Side 2
1. Ring of Fire (June Carter, Merle Kilgore) – 4:58
2. Coloured Rain (Steve Winwood, Jim Capaldi, Chris Wood) – 9:38

Side 3
1. To Love Somebody (Barry Gibb, Robin Gibb) – 6:55
2. As the Years Go Passing By (Deadric Malone) – 10:13

Side 4
1. Gemini (Steve Hammond) / The Madman (Zoot Money, Andy Summers) – 17:23

## Formazione
- Eric Burdon - voce
- Zoot Money - basso, cori, voce (3,8), organo, piano
- Andy Summers - chitarra, cori
- John Weider - chitarra, cori
- Barry Jenkins - batteria, percussioni, cori
- Robert Wyatt - cori (1)